# 千歳郵便局 (東京都)
千歳郵便局（ちとせゆうびんきょく）は東京都世田谷区経堂にある郵便局。民営化前の分類では集配普通郵便局であった。

## 概要
住所：〒156-8799 東京都世田谷区経堂1-40-1

## 沿革
- 1920年（大正9年）8月16日 - 開局。
- 1959年（昭和34年）10月26日 - 電話通話、和文電報受付、国際電報受付の各事務の取扱を開始[1]。
- 1998年（平成10年）9月1日 - 外国通貨の両替および旅行小切手の売買に関する業務取扱を開始。
- 2007年（平成19年）10月1日 - 民営化に伴い、集配業務、ゆうゆう窓口の運営などを、併設された郵便事業東京千歳支店に移管。
- 2012年（平成24年）10月1日 - 日本郵便株式会社の発足に伴い、郵便事業東京千歳支店を千歳郵便局に統合。
- 2017年（平成29年）2月6日 - ゆうゆう窓口の24時間営業を廃止。

## 取扱内容
- 郵便、印紙、ゆうパック、内容証明
- 貯金、為替、振替、振込、国際送金、外貨両替、国債、投資信託
- 生命保険、バイク自賠責保険、自動車保険
- ゆうちょ銀行ATM
- 世田谷区内の一部地域（〒156-xxxx）の集配業務
- ゆうゆう窓口

## 周辺
- ライフ経堂店
- 経堂コルティ
- 東京農業大学 世田谷キャンパス
- 東京都立千歳丘高等学校
- 恵泉女学園中学校・高等学校

## アクセス
- 小田急小田原線 経堂駅から徒歩約9分
- 首都高新宿線 永福出入口から南西に約3km
- 東名高速道路 東京ICおよび首都高渋谷線 用賀出入口から北に約3km
- 駐車場あり：5台